# Anastasiya Gorbunova
Anastasiya Gorbunova –en ruso, Анастасия Горбунова– (1994) es una deportista rusa que compite en triatlón. Ganó una medalla de bronce en el Campeonato Europeo de Triatlón de 2017, en la prueba de relevo mixto.

## Palmarés internacional
| Campeonato Europeo | Campeonato Europeo  | Campeonato Europeo | Campeonato Europeo |
| Año                | Lugar               | Medalla            | Prueba             |
| ------------------ | ------------------- | ------------------ | ------------------ |
| 2017               | Kitzbühel (Austria) | Medalla de bronce  | Relevo mixto       |